# ألكسندر روتسكوي
ألكسندر فلاديميروفيتش روتسكوي (بالروسية: Александр Владимирович Руцкой، مواليد 16 سبتمبر 1947)، سياسي روسي وضابط عسكري سوفيتي سابق، ولواء في سلاح الطيران عام 1991. شغل منصب نائب رئيس روسيا الوحيد من 10 يوليو 1991 إلى 4 أكتوبر 1993 وحاكم كورسك أوبلاست من 1996 إلى 2000. في سبتمبر 1993، عين روتسكوي رئيسًا بالنيابة لروسيا بعد محاكمة بوريس يلتسن التي أدت إلى حدوث الأزمة الدستورية الروسية عام 1993، التي لعب دورًا رئيسيًا فيها.

## بداية حياته ومسيرته المهنية
ولد ألكسندر روتسكوي في خميلنيتسكي في أوكرانيا الاشتراكية السوفيتية، وتخرج في المدرسة الثانوية للقوات الجوية في بارناول (1971) وأكاديمية جاجارين للقوات الجوية في موسكو (1980)، وكان قد وصل في سلم الترقيات إلى رتبة عقيد عندما أرسل إلى أفغانستان.
عمل روتسكوي في أفغانستان قائدًا لفوج هجوم جوي مستقل تابع لجيش الأربعين السوفيتي. أُسقطت طائرته مرتين خلال الحرب، كانت إحداهما عندما دخلت طائرته من نوع أس يو 25 (Su-25) المجال الجوي الباكستاني، وتعرضت لضربات متعددة، ما أجبره على قذف نفسه منها، وتمكن من الخروج دون ضرر، لكن السكان المحليين قبضوا عليه واحتجزوه لفترة وجيزة أسير حرب في باكستان. لشجاعته وتنفيذ حوالي 428 مهمة قتالية، حصل على لقب بطل الاتحاد السوفيتي عام 1988. اختاره بوريس يلتسن لمنصب نائب الرئيس في انتخابات الرئاسة الروسية عام 1991.

## نائبًا للرئيس
في 18 مايو 1991، اختير مرشحًا لمنصب نائب الرئيس مع المرشح الرئاسي بوريس يلتسن في انتخابات العام. اعتبر العديد من «الديمقراطيين» أن تصرف يلتسن باختياره خاطئ، إذ رشحه في اليوم الأخير من تقديم الطلب.
شغل روتسكوي منصب نائب رئيس روسيا من 10 يوليو 1991 إلى 4 أكتوبر 1993. بصفته نائبًا للرئيس، دعا علنًا إلى استقلال ترانسنيستريا وشبه جزيرة القرم عن مولدوفا وأوكرانيا.

### الأزمة الدستورية الروسية لعام 1993
بعد الفترة الأولى من التعاون السلمي مع يلتسن منذ أواخر عام 1992، بدأ روتسكوي إعلان معارضته لسياسات الرئيس الاقتصادية والخارجية واتهام بعض المسؤولين الحكوميين الروس بالفساد. على سبيل المثال، يذكر أحد التقارير أنه رفض مصافحة سيرغي فيلاتوف، رئيس المكتب التنفيذي للرئيس، واصفًا إياه بالحثالة. ادعى روتسكوي أن فيلاتوف خفض عدد موظفي مكتب نائب الرئيس ردًا على ما حدث في اليوم التالي. أصبحت معارضته ليلتسن واضحة خاصة خلال الأزمة في مارس 1993 عندما حاول مجلس نواب الشعب عزل يلتسن من الرئاسة دون جدوى. في الأشهر اللاحقة، اتهم مسؤولون في حكومة يلتسن روتسكوي نفسه بالفساد. في 1 سبتمبر 1993، أوقف الرئيس بوريس يلتسن تنفيذ روتسكوي لمهامه في منصب نائب الرئيس، بسبب تهم فساد مزعومة. في 3 سبتمبر، رفض مجلس السوفيت الأعلى هذا القرار وأحال القضية إلى المحكمة الدستورية.
في 21 سبتمبر 1993، حل الرئيس يلتسن مجلس السوفيت الأعلى لروسيا، الأمر الذي تناقض بشكل مباشر مع مواد الدستور السوفيتي لعام 1978، إذ تنص المادة 121-6 على: «لا يمكن استخدام سلطات رئيس جمهورية روسيا الاتحادية الاشتراكية السوفيتية لتغيير التنظيم الوطني والدولي لروسيا الاتحادية الاشتراكية السوفيتية أو حل أو التدخل في عمل أي أجهزة منتخبة لسلطة الدولة. وفي هذه الحالة، تتوقف صلاحياته على الفور».
في ليلة 21-22 سبتمبر 1993، وصل روتسكوي إلى مقر البرلمان الروسي وتولى، في الساعة 00:22، صلاحيات رئيس روسيا بالنيابة، وفقًا للمادة المذكورة أعلاه، وأدى اليمين الرئاسي. لم يتم الاعتراف بالرئاسة المؤقتة لروتسكوي خارج روسيا على الرغم من كونها دستورية. بعد مواجهات استمرت أسبوعين، واندلاع العنف في شوارع موسكو، احتلت قوات يلتسن العسكرية مبنى البرلمان في 4 أكتوبر 1993، وألقت القبض على روتسكوي وأنصاره ووجهت إليهم تهمة تنظيم اضطرابات جماعية. في نفس اليوم، قام يلتسن بإقالة روتسكوي رسميًا من منصب نائب الرئيس، على الرغم من عدم وجود صلاحيات قانونية للقيام بذلك، وطرده من القوات العسكرية. سُجن روتسكوي في سجن موسكو ليفورتوفو حتى 26 فبراير 1994، عندما منح مجلس دوما الدولة الجديد عفوًا ل ولغيره من المشاركين في أزمتي أغسطس 1991 وأكتوبر 1993.